# Anders Dreyer
Pour les articles homonymes, voir Dreyer.
Anders Dreyer, né le 2 mai 1998 à Bramming au Danemark, est un footballeur international danois qui joue au poste d'ailier droit au San Diego FC.

## Biographie

### Esbjerg fB
Né à Bramming au Danemark, Anders Dreyer est formé par l'Esbjerg fB. C'est avec ce club qu'il joue son premier match en professionnel le 2 avril 2017, en entrant en jeu lors d'une rencontre de Superligaen, la première division danoise, face au Randers FC (0-0 score final). À l'issue de cette saison le club est relégué en deuxième division.

### Brighton & Hove
Le 7 août 2018, il s'engage en faveur du club anglais de Brighton & Hove.

### Prêts à St Mirren et Heerenveen
Le 26 janvier 2019, Brighton prête Dreyer au Saint Mirren FC, en Écosse, jusqu'à la fin de la saison.
Le 23 août 2019, Anders Dreyer rejoint le SC Heerenveen sous la forme d'un prêt d'une saison.
Son prêt à Heerenveen prend fin prématurément à l'hiver 2020, le joueur subissant la concurrence sur les ailes de Chidera Ejuke et de Mitchell van Bergen notamment, qui sont davantage utilisés et lui laissant peu de temps de jeu.

### FC Midtjylland
Le 6 janvier 2020, il fait son retour au Danemark en s'engageant pour quatre ans et demi avec le FC Midtjylland.
Avec le FC Midtjylland il découvre la Ligue des champions, jouant son premier match lors de la phase de qualification face au PFK Ludogorets Razgrad où il est titularisé (victoire 0-1 des Danois). Il inscrit son premier but dans la compétition au tour suivant contre les Young Boys de Berne le 16 septembre 2020, participant à la victoire et qualification de son équipe (3-0 score final).

### Rubin Kazan
Le 28 août 2021, il signe en faveur du club russe du Rubin Kazan dans le cadre d'un contrat de cinq années,. Pour ses débuts en championnat le 13 septembre suivant, il est auteur d'un triplé face à l'Oural Iekaterinbourg qui contribue à la large victoire des siens (4-0). Il est le premier joueur de l'histoire du championnat à réaliser un triplé pour son premier match.

### Retour au FC Midtjylland
Le 16 mars 2022, Anders Dreyer est prêté à son club précédent, le FC Midtjylland, jusqu'à la fin de la saison.
Il marque son premier but depuis son retour le 13 avril 2022, contre le Randers FC en championnat, participant ainsi à la victoire de son équipe par trois buts à un,. Dreyer se montre de nouveau décisif face au Vejle BK, en demi-finale aller de la coupe du Danemark le 28 avril suivant. Il donne la victoire à son équipe en marquant le seul but de la partie d'une frappe lointaine,. Il marque de nouveau au match retour, le 4 mai, contribuant à la victoire de son équipe sur Vejle par trois buts à un, et qualifiant son équipe pour la finale,. Dreyer est titularisé lors de la finale de la Coupe du Danemark de football 2021-2022. La rencontre a lieu le 26 mai 2022 où son équipe affronte l'Odense Boldklub. Après 120 minutes de jeu les deux formations se départagent aux tirs au but. Séance durant laquelle Midtjylland s'impose, avec notamment deux tirs arrêtés par David Ousted,.
Le 6 juillet 2022, Dreyer s'engage définitivement avec le FC Midtjylland.
Il s'illustre lors de la troisième journée de la saison 2022-2023, 29 juillet 2022, en réalisant un doublé et en délivrant une passe décisive pour Sory Kaba face à l'Odense Boldklub, permettant à son équipe de l'emporter par cinq buts à un.

### RSC Anderlecht
En janvier 2023, Anders Dreyer s'engage pour quatre ans et demi en faveur du RSC Anderlecht pour un montant estimé à 4,20 millions d'euros.
Dreyer inscrit son premier but pour Anderlecht le 3 février 2023, lors d'une rencontre de championnat face au KV Ostende. Titulaire, il participe à la victoire de son équipe par deux buts à zéro.
Le 28 octobre 2023, Dreyer se distingue en réalisant un triplé, lors d'une rencontre de championnat face au Oud-Heverlee Louvain. Titulaire, il participe à la victoire de son équipe par cinq buts à un,.

### San Diego FC
Le 22 janvier 2025, le San Diego FC annonce la signature d'Anders Dreyer. L'ailier danois quitte Anderlecht pour signer un contrat de trois ans avec la nouvelle franchise de MLS, soit jusqu'en décembre 2027.
Dreyer se fait remarquer dès son premier match pour San Diego en marquant ses deux premiers buts pour le club, le 24 février 2025, lors d'une rencontre de MLS face au Galaxy de Los Angeles. Il donne ainsi la victoire à son équipe (0-2 score final). Il s'agit également de la première victoire de l'histoire du club, dans ce qui est également son premier match. L'attaquant danois est donc le premier buteur du San Diego FC.

### En sélection
Anders Dreyer est retenu avec l'équipe du Danemark espoirs pour participer au Championnat d'Europe espoirs en 2019. Il ne joue qu'un seul match lors de ce tournoi et le Danemark termine deuxième de son groupe mais n'atteint donc pas le tour suivant. En tout il joue 21 matchs pour les espoirs et inscrit deux buts.
Le 7 novembre 2021, Anders Dreyer est convoqué pour la première fois avec l'équipe nationale du Danemark par le sélectionneur Kasper Hjulmand. Dreyer remplace Robert Skov, initialement dans la liste mais finalement forfait en raison d'une blessure. Il honore sa première sélection avec le Danemark le 12 novembre 2021 contre les îles Féroé. Il entre en jeu à la place de Yussuf Poulsen et son équipe l'emporte sur le score de trois buts à un.
Le 30 mai 2024, Dreyer figure dans la liste des 26 joueurs danois retenus par Kasper Hjulmand pour participer à l'Euro 2024,.

## Palmarès
FC Midtjylland
- Championnat du Danemark (1) :
  - Champion : 2019-2020.

- Coupe du Danemark (1) :
  - Vainqueur : 2022.